# توموئه گوزن
توموئه گوزن (به ژاپنی: 巴御前 Tomoe Gozen); ۱ ژانویهٔ ۱۱۵۷ – ۱ ژانویهٔ ۱۲۴۷) یک زن سامورایی (اونا-بوگیشا) و همسر میناموتو نو یوشیناکا اهل ژاپن بود. وی به همراه همسرش در جنگ گنپی شرکت کرد و به علت شجاعتش شهرت دارد.